# Cratere Nepen
Nepen  è un cratere sulla superficie di Cerere.